# Helene Bergman
Kerstin Helene Bergman, född 19 februari 1946 i Örgryte församling i Göteborg, är en svensk journalist.

## Biografi
Helene Bergman arbetade i många år på Sveriges Radio, där hon bland annat startade lokalradions första kvinnoprogram Amanda i början av 1980-talet. Under fyra år var hon en av programledarna i riksradions kvinnoprogram Radio Ellen. Hon har därtill varit nyhetschef och journalist vid en rad svenska lokaltidningar samt kommunal informatör och folkhögskolelärare. Hon har bott i Zimbabwe, Bangladesh och Turkiet och rapporterat därifrån som frilansjournalist. Hon är också fotograf och håller kurser i fotografering, bland annat street photography.
Hösten 2013 utgav hon memoarboken Med svärtad ögonskugga. En feministisk memoar.

## Deltagande i samhällsdebatten
Helene Bergman har även deltagit i samhällsdebatten i frågor som rör feminism, bland annat med uppmärksammade artiklar i Göteborgs-Posten och Nyheter24. Hon har tagit kraftigt avstånd från Feministiskt initiativ: ”Fi är inte det rosa parti de ger sig ut för att vara. Under det rosa täcket finns ingen feminism värd namnet. Istället finns populism, maktbegär, förföljelse, förtryck och könsrasism.”
I en debattartikel på Ledarsidorna, där hon medverkar som debattör regelbundet sedan januari 2016, skriver hon:
| ” | För mig är feminismens/kvinnokampens uppdrag att försvara kvinnors liv och kroppar oavsett kultur, ideologi och religion. Ett enkelt förhållningssätt som fungerat i Sverige de senaste 40 åren, men som nu håller på att raseras, såväl av yttre som inre krafter. Det är inte bara de kvinnoförtryckande islamisterna från en annan kultur som är ett reellt hot, det är också de svenska vänsterfeministerna, inklusive vår socialdemokratiska ”feministiska” regering, som i kulturrelativismens namn försvarar kvinnoförtrycket. Vänsterfeministerna blir sina egna värsta fiender och försöker därmed försnilla den svenska kvinnorörelsens arv. En kvinnorörelse som gjorde det möjligt för de yngre vänsterfeministerna att leva och bo i ett av de mest jämställda länderna i världen – fram till nu! | „ |